# No.6 Collaborations Project
No.6 Collaborations Project es un EP colaborativo entre el británico Ed Sheeran y otros artistas como Justin Bieber, Bruno Mars, Camila Cabello, Cardi B, Travis Scott, Eminem, 50 Cent, Paulo Londra, Skrillex, entre otros. Se lanzó el 12 de julio de 2019 a través de los sellos Warner Music y Asylum Records. Se trata de la continuación de su primer álbum colaborativo No.5 Collaborations Project.

## Antecedentes y lanzamiento
Sheeran anunció el álbum el 23 de mayo de 2019. El álbum es una continuación de su EP anterior No. 5 Collaborations Project. En una publicación en Instagram, dijo: "En 2011, hice un EP llamado No.5 Collaborations Project. Desde entonces, siempre he querido hacer otro, así que empecé el No. 6 en mi computadora portátil cuando estuve de gira el año pasado. Soy un gran fanático de todos los artistas con los que he colaborado y ha sido muy divertido de cantar con ellos".
Sheeran aclaró que su segundo EP colaborativo no es su cuarto álbum de estudio. Sheeran lanzó la lista de canciones del álbum el 23 de mayo de 2019, pero los nombres de todos los artistas destacados en las canciones inéditas fueron tachados. La lista de pistas detallaba 15 pistas, una desviación de sus tres álbumes de estudio anteriores, cada uno de los cuales consistía de 12 pistas. La lista de canciones que incluye todas las apariciones como invitado de los cantantes fue revelada el 18 de junio de 2019. Las canciones del álbum son estilos pop, electropop, rock y hard rock. No. 6 Collaborations Project fue lanzado el 12 de julio de 2019. El álbum se puso en preventa el 23 de mayo de 2019.
La canción "No Love For The Lonely", es una colaboración inédita entre las estrellas del pop Ed Sheeran y Ariana Grande. Se informa que la canción es una versión del último álbum de Sheeran, "No.6 Collaborations Project". La canción se filtró por primera vez el 19 de septiembre de 2019 bajo el apodo de "Noches de verano", pero se filtró por completo al día siguiente.

## Promoción
Para la promoción del álbum se lanzaron seis sencillos: «I Don't Care» una colaboración con Justin Bieber, se lanzó el 10 de mayo de 2019 como el sencillo principal del álbum,  aunque el álbum en sí aún no se había anunciado en ese momento. La canción marca la tercera colaboración de Sheeran con Bieber.
«Cross Me» fue lanzado el 24 de mayo de 2019  como el segundo sencillo del álbum. El 20 de mayo de 2019, Sheeran publicó una foto del título de la pista en su cuenta de Instagram; La imagen incluía los nombres de dos colaboradores, pero los nombres mismos estaban tachados. La leyenda de la imagen plantea la pregunta: "¿Puedes adivinar quién está en la próxima?". Posteriormente se reveló que los dos colaboradores eran Chance the Rapper y PnB Rock.
Sheeran confirmó que «Beautiful People» con Khalid, era el tercer sencillo del álbum el 23 de junio de 2019. Imágenes de su grabación en un estudio se lanzaron en los días siguientes antes de su lanzamiento. El 26 de junio de 2019, se publicó un video de Sheeran tocando acústicamente parte de la canción. Fue lanzado el 28 de junio de 2019.
«Best Part of Me» con YEBBA se lanzó como el cuarto sencillo, se estrenó junto con el quinto sencillo «Blow» el 5 de julio de 2019. Sheeran anunció el lanzamiento de la canción el día anterior el 4 de julio de 2019. Por su parte «Blow» es una colaboración junto a Chris Stapleton y Bruno Mars.
«Antisocial» una colaboración con el rapero Travis Scott y «Take Me Back to London» con Stormzy se publicaron como el sexto y séptimo sencillo del álbum el día 12 de julio. Sheeran anunció la fecha de lanzamiento del sencillo el día anterior. El 23 de agosto, Sheeran lanzó un remix de «Take Me Back to London» con la incorporación de los raperos Jaykae y Aitch junto con Stormzy.

## Lista de canciones
| No.6 Collaborations Project |                                                            | |                                                |          |  |
| N.º                         | Título                                                     | Escritor(es) | Producer(s)                                    | Duración |  |
| 1.                          | «Beautiful People» (junto a Khalid)                        | Ed Sheeran, Khalid Robinson, Max Martin, Shellback y Fred Gibson                                                        | Sheeran, Martin, Shellback, FRED y Alex Gibson | 3:17     |  |
| 2.                          | «South of the Border» (junto a Camila Cabello y Cardi B)   | Sheeran, Gibson, Steve McCutcheon, Cabello, Belcalis Almanzar y Jordan Thorpe                                           | Sheeran, FRED y Steve Mac                      | 3:24     |  |
| 3.                          | «Cross Me» (junto a Chance the Rapper y PnB Rock)          | Sheeran, Gibson, Chancellor Bennett y Rakim Allen                                                                       | FRED                                           | 3:26     |  |
| 4.                          | «Take Me Back to London» (junto a Stormzy)                 | Sheeran, Martin, Shellback, Gibson y Michael Omari Jr.                                                                  | Skrillex, Kenny Beats y FRED                   | 3:09     |  |
| 5.                          | «Best Part of Me» (junto a Yebba)                          | Sheeran, Abbey Smith y Benjamin Levin                                                                                   | Sheeran, Benny Blanco y Joe Rubel              | 4:03     |  |
| 6.                          | «I Don't Care» (con Justin Bieber)                         | Sheeran, Justin Bieber, Jason Boyd, Martin, Shellback y Gibson                                                          | Martin, Shellback y FRED                       | 3:39     |  |
| 7.                          | «Antisocial» (junto a Travis Scott)                        | Sheeran, Jacques Webster, Gibson y Joseph Saddler                                                                       | FRED y Alex                                    | 2:41     |  |
| 8.                          | «Remember the Name» (junto a Eminem y 50 Cent)             | Sheeran, Martin, Shellback, Curtis Jackson, Marshall Mathers, Rico Wade, Ray Murray, Sleepy Brown, Big Boi y André 3000 | Sheeran, Shellback, Martin y FRED              | 3:27     |  |
| 9.                          | «Feels» (junto a Young Thug y J Hus)                       | Sheeran, Jeffery Williams, Momodou Jallow y Gibson                                                                      | FRED                                           | 2:30     |  |
| 10.                         | «Put It All on Me» (junto a Ella Mai)                      | Sheeran, Mai y Gibson                                                                                                   | FRED                                           | 3:17     |  |
| 11.                         | «Nothing on You» (junto a Paulo Londra y Dave)             | Sheeran, Gibson, Daniel Oviedo, Cristian Salazar, Londra y David Omoregie                                               | FRED y Sam Tsang                               | 3:20     |  |
| 12.                         | «I Don't Want Your Money» (junto a H.E.R)                  | Sheeran, Anthony Jefferies, Joe Reeves y Gibson                                                                         | Nineteen85 y FRED                              | 3:24     |  |
| 13.                         | «1000 Nights» (junto a Meek Mill y A Boogie Wit Da Hoodie) | Sheeran, Robert Williams, Artist Dubose, Gibson, Matthew Samuels y Jahaan Sweet                                         | FRED, Boi-1da y Jahaan Sweet                   | 3:32     |  |
| 14.                         | «Way to Break My Heart» (junto a Skrillex)                 | Sheeran, Sonny Moore y McCutcheon                                                                                       | Skrillex y Mac                                 | 3:10     |  |
| 15.                         | «Blow» (con Bruno Mars y Chris Stapleton)                  | Sheeran, Stapleton, Bard McNamee, Mars, Brody Brown, Frank Rogers, Greg McKee y J.T. Cure                               | Mars                                           | 3:29     |  |
| 16.                         | «No Love For the Lonely» (junto a Ariana Grande)           | Fred Gibson, Ariana Grande y Sheeran                                                                                    | Grande                                         |          |  |

## Posicionamiento en listas
| Listas (2019)     | Mejor posición |
| ----------------- | -------------- |
| Argentina (CAPIF) | 1              |

## Certificaciones
| País          | Organismo certificador | Certificación | Ventas certificadas | Ref.   |
| ------------- | ---------------------- | ------------- | ------------------- | ------ |
| Australia     | ARIA                   | Oro           | 35 000              | [ 27 ] |
| Austria       | IFPI                   | Oro           | 7 500               | [ 28 ] |
| Canadá        | Music Canada           | Platino       | 80 000              | [ 29 ] |
| Dinamarca     | IFPI                   | Oro           | 10 000              | [ 30 ] |
| Nueva Zelanda | Music Canada           | Platino       | 15 000              | [ 31 ] |
| Reino Unido   | BPI                    | Platino       | 300 000             | [ 32 ] |